# Tappdystrofi

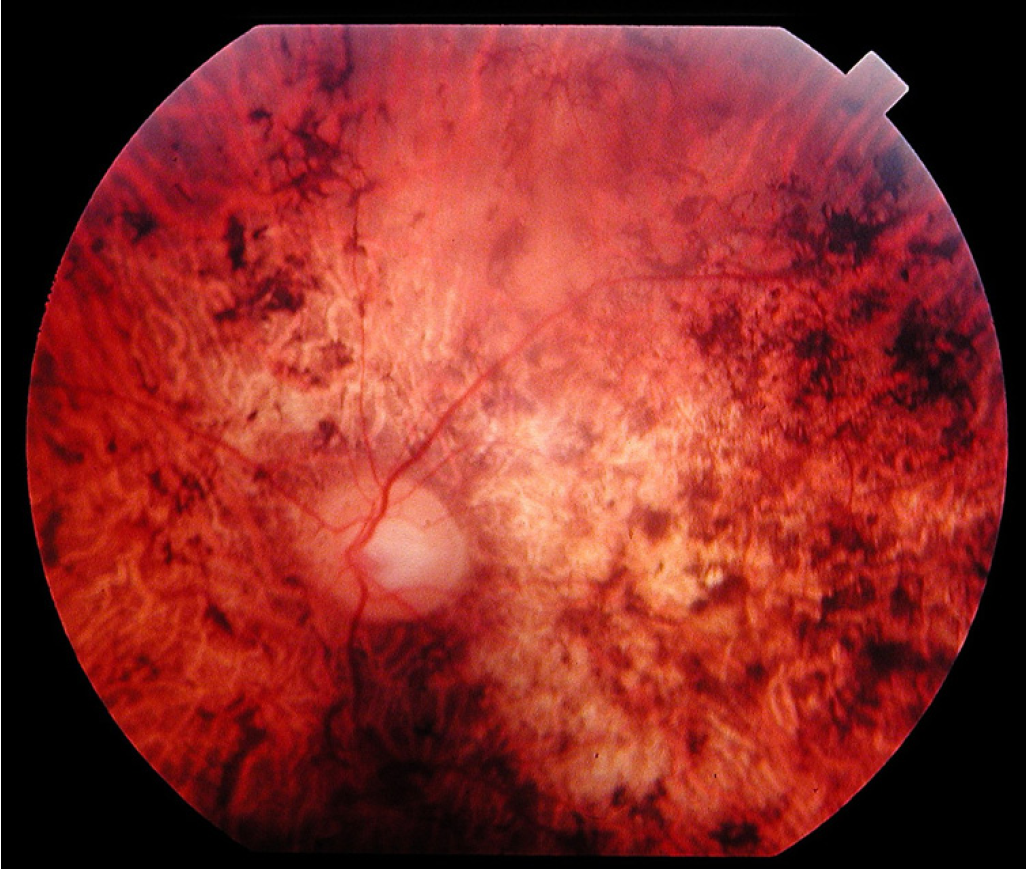
Ögonbotten hos en person med tappdystrofi.

Tappdystrofi (TAD) är en ärftlig sjukdom som orsakar att ögonens tappar dör. Med tiden försämras synskärpa och centralseende.